# بيتر توماس (لاعب كريكت بريطاني)
بيتر توماس (22 أغسطس 1964 في المملكة المتحدة - ) (بالإنجليزية: Peter Thomas)‏ هو لاعب كريكت بريطاني. لعب مع نادي مقاطعة بيدفوردشير للكريكت ‏.

## وصلات خارجية
- بيتر توماس (لاعب كريكت بريطاني) على موقع إي آس بي آن كريك إنفو (الإنجليزية)